# Star City (Wirginia Zachodnia)
Star City – miasto w Stanach Zjednoczonych, w stanie Wirginia Zachodnia, w hrabstwie Monongalia.